# Bibiro Ali Taher
Bibiro Ali Taher (ur. 24 kwietnia 1988) – czadyjska biegaczka specjalizująca się w biegach na 3000 m i 5000 m. Reprezentantka Czadu na letnich igrzyskach olimpijskich w 2016 w Rio de Janeiro.

## Kariera

### Igrzyska olimpijskie
Czad dostał zaproszenie od IAAF do wysłania 2 atletów (kobiety i mężczyzny) na Igrzyska Olimpijskie. Wraz z nią do Rio został wysłany biegacz Bachir Mahamat. Weszła na bieżnie, jednak została zdyskwalifikowana i nie zajęła żadnego miejsca.

### Rekordy życiowe
| Dystans    | Rezultat | Miejsce          | Data       |
| ---------- | -------- | ---------------- | ---------- |
| 3000m      | 10:20.79 | Bondoufle        | 24.05.2015 |
| 5000m      | 17:32.71 | Durban           | 23.06.2016 |
| 10 km      | 36:36    | Nicea            | 10.01.2016 |
| Półmaraton | 1:23:09  | Marcq-en-Baroeul | 02.10.2016 |
| Maraton    | 2:51:21  | La Rochelle      | 26.11.2017 |